# Antocha platystylis
Antocha platystylis är en tvåvingeart som beskrevs av Alexander 1974. Antocha platystylis ingår i släktet Antocha och familjen småharkrankar. Inga underarter finns listade i Catalogue of Life.